# Cartodere brasiliensis
Cartodere brasiliensis is een keversoort uit de familie schimmelkevers (Latridiidae). De wetenschappelijke naam van de soort is voor het eerst geldig gepubliceerd in 1974 door Roger Dajoz.